# Apamea polyglypha
Apamea polyglypha är en fjärilsart som beskrevs av Otto Staudinger 1891. Apamea polyglypha ingår i släktet Apamea och familjen nattflyn. Inga underarter finns listade i Catalogue of Life.